# Cella 4
Cella 4 è un singolo del rapper italiano Baby Gang, pubblicato il 26 maggio 2023 come primo estratto dal secondo album in studio Innocente.

## Descrizione
La canzone si apre citando un dialogo estratto dal film Le ali della libertà.

## Tracce
1. Cella 4 – 3:07

## Classifiche
| Classifica (2023) | Posizione massima |
| ----------------- | ----------------- |
| Italia            | 29                |